# 古墓丽影：生命的摇篮
《古墓奇兵：風起雲湧》（英語：Lara Croft: Tomb Raider – The Cradle of Life）是一部2003年上映的动作冒险电影，由扬·德邦特执导，主演为安吉丽娜·朱莉。本片改编自Core Design制作的古墓丽影游戏，是2001年上映的《古墓丽影》的续集。

## 劇情
蘿拉在希臘聖托里尼海中找到了亞歷山大圓球，那是亞歷山大留下的珍貴寶物，但卻被水靈幫捷足先登，奪走了圓球。
失落的蘿拉回到莊園，遇上了不請自來的英國情報局，英國情報局表示水靈幫與泯滅人性的全球生化武器首席強納森萊斯掛勾，而水靈幫試圖將圓球交易到萊斯手上，蘿拉認為萊斯想要利用圓球找到潘朵拉魔盒，製造世界上最強大的瘟疫來統治世界，英國女王指示蘿拉必須阻止萊斯的邪惡陰謀，因此蘿拉動身前往哈薩克尋求前男友暨前皇家陸戰隊中校泰瑞薛頓幫忙。
經過與薛頓的一番交涉，薛頓同意與蘿拉一同前往中國向水靈幫進發，當抵達水靈幫本部與首腦陳駱談判破裂後，改行前往上海，而莊園夥伴則繼續解碼圓球上的訊息。
蘿拉與薛頓在上海企圖阻止水靈幫與萊斯的圓球交易，但僅能在圓球外箱上設置定位器，無力阻止圓球落入萊斯手中，循著定位器，蘿拉與薛頓潛入了藏於香港購物城中的萊斯實驗室，而圓球就位於實驗室中的解碼機上，此時萊斯趕回押住蘿拉，薛頓出手相救，蘿拉則見事態形成大混戰時奪回圓球，並與薛頓一同回到接駁船上。
在接駁船上，蘿拉質疑薛頓並不是真正的忠誠，因此將薛頓丟下，自己獨立行動，蘿拉借用民宅電視機繼續完成圓球解碼，解碼顯示圓球為指向非洲吉力馬札羅山的一個部落，將此事回傳莊園後，早已守在莊園攔截情報的萊斯也立刻動身前往非洲。
在非洲的蘿拉向當地部落展示了圓球，但部落要蘿拉留下圓球並立即離開，蘿拉解釋更具雄心的人將隨後來到，請部落讓蘿拉優先處理魔盒，部落勉強同意蘿拉的看法，指示蘿拉只要穿越峽谷以及近乎無敵的黑影護衛即可抵達魔盒處，當與部落一同行動時，萊斯人馬也趕到，萊斯以蘿拉夥伴性命要脅蘿拉必須帶領他一同穿過峽谷，蘿拉只好就範。
夜晚，所有人馬在利益暫時一致下行動，但黑影護衛在峽谷迅猛的伏擊，折損了大部分人員，蘿拉利用圓球打開了入口，與萊斯一同進到了魔盒處，也就是當地部落指的生命搖籃，蘿拉與萊斯為搶奪魔盒展開最終決戰，蘿拉將萊斯拋入亡水中順利擊敗萊斯，但薛頓卻在最後關頭冒出企圖掠奪魔盒享有戰果，蘿拉只好將薛頓一同料理掉。
將魔盒原封不動地物歸原主後，蘿拉完成了英國女王委派的重責大任，免除了一場世界級災難，蘿拉與部落道過了別，和差點被部落結為連理的莊園夥伴一同回到了英國。

## 演员
| 演員          | 角色                       |
| ------------- | -------------------------- |
| 安吉丽娜·朱莉 | 劳拉·克罗夫特 Lara Croft   |
| 傑拉德·巴特勒 | Terry Sheridan             |
| 塞伦·希德     | 強纳森·萊斯 Jonathan Reiss |
| Chris Barrie  | Hillary                    |
| 诺亚·泰勒     | 布赖斯 Bryce               |
| 杰曼·翰苏     | Kosa                       |
| 蒂尔·施魏格尔 | Sean                       |
| 任达华        | 陳駱                       |
| 尹子维        | Xien                       |
| 吳耀漢        | 買家(六大犯罪集團高層)     |

## 上映
根据华西都市报报道，由于中国大陸审查部门认为该影片其中有对中国大陸不真实、荒唐，乃至恶意的描写，而未予批准上映。

## 审查
古墓丽影在送交中影公司审核时，受到了严厉批评。审片员告诉媒体，他认为影片恶意贬损华人的形象，像是中国人都在干盗墓勾当，其中任达华的角色被描写成下三滥甚至人渣。而且对中国文化极不了解，中国社会治安也不符实情，黑社会还公然出现等等。因此，本片在中国不能上映。

## 軼事
片中「陳駱」角色最初原先屬意找甄子丹出演，但之後因甄子丹他本人在親自過目角色劇本之後發覺角色不適合他。所以就謝絕出演，改由任達華取代出演。